# Vivero (jardinería)

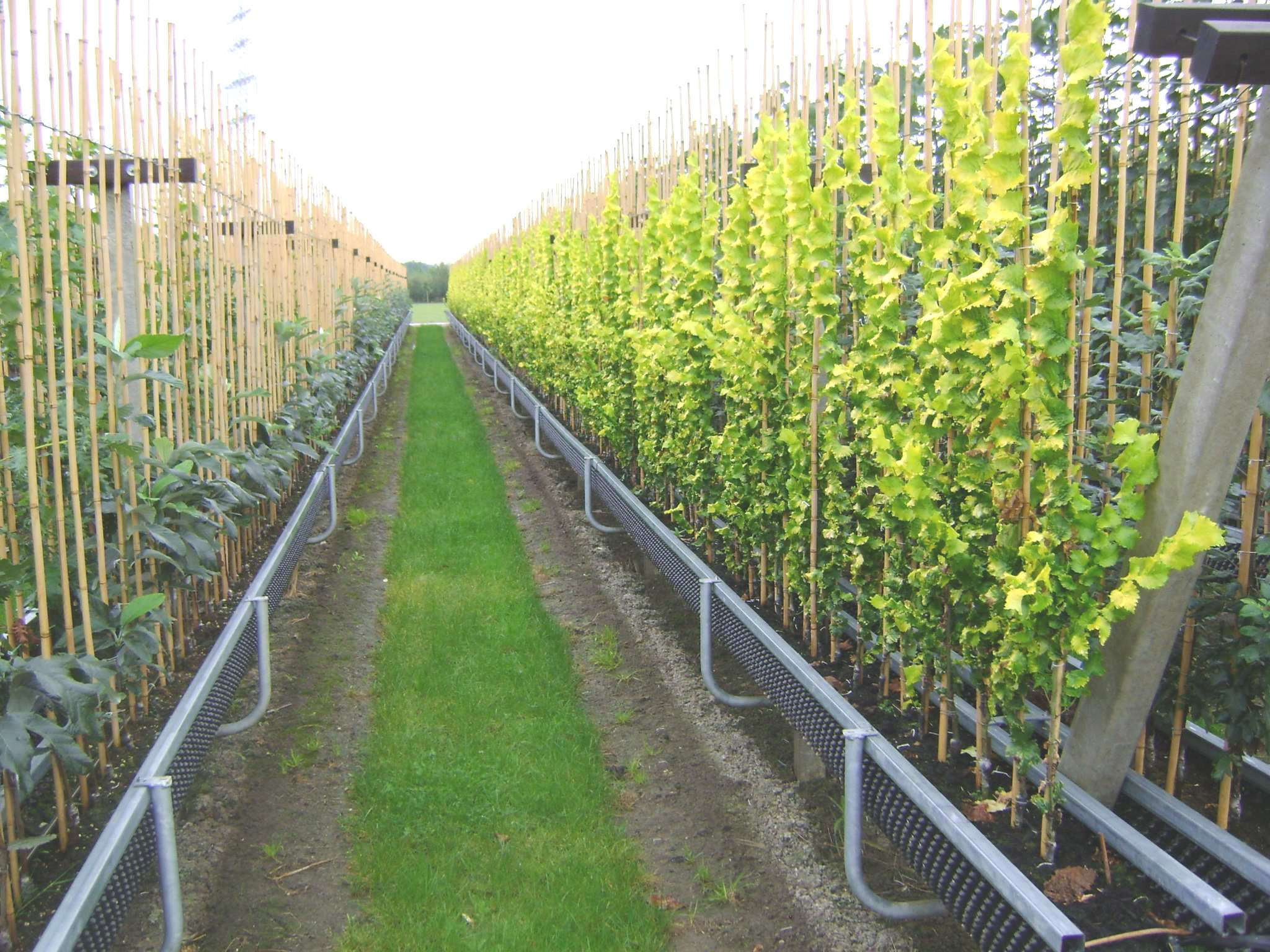
Vivero de especies forestales.

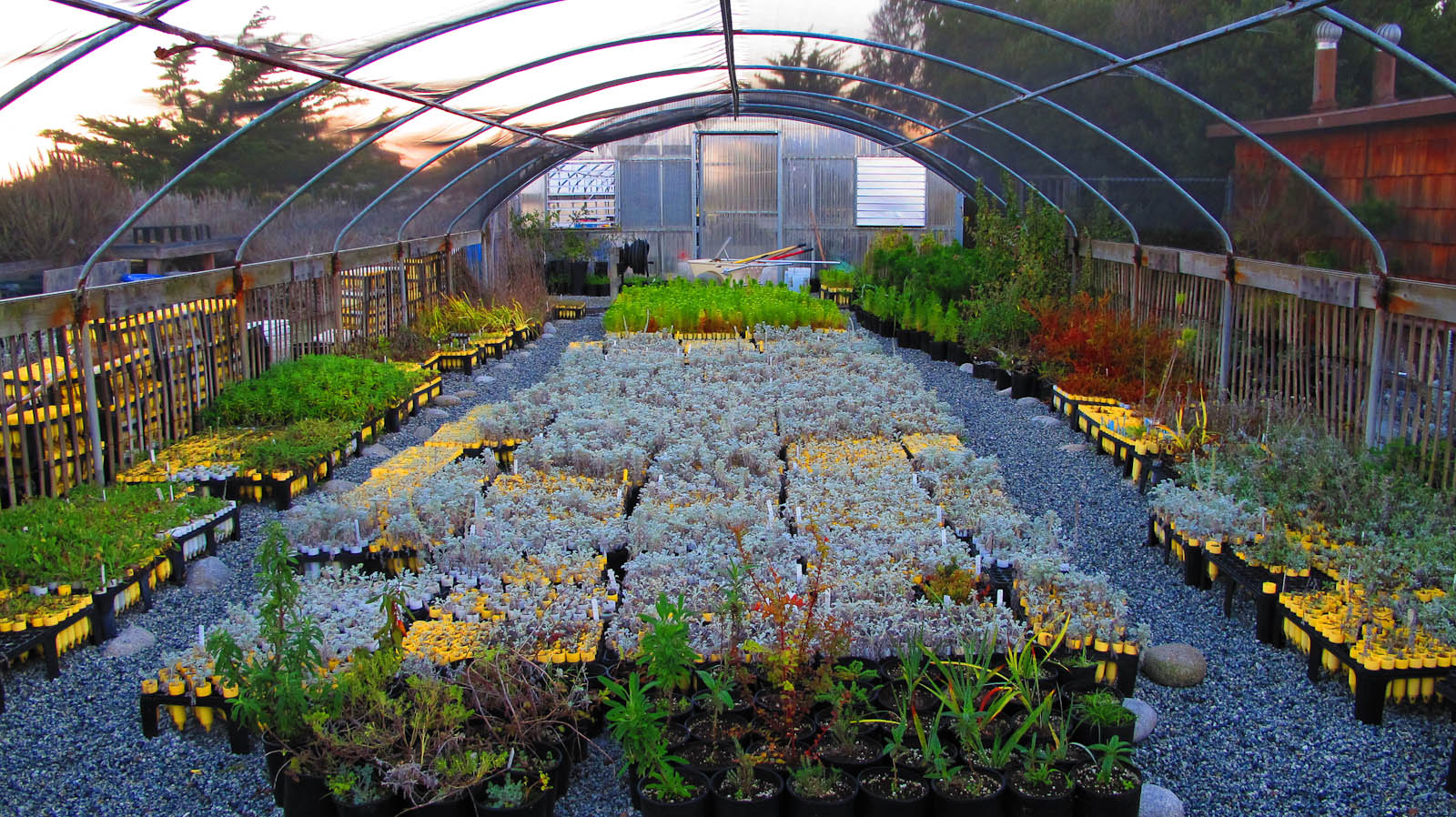
Vivero en Asilomar, Monterey, California.

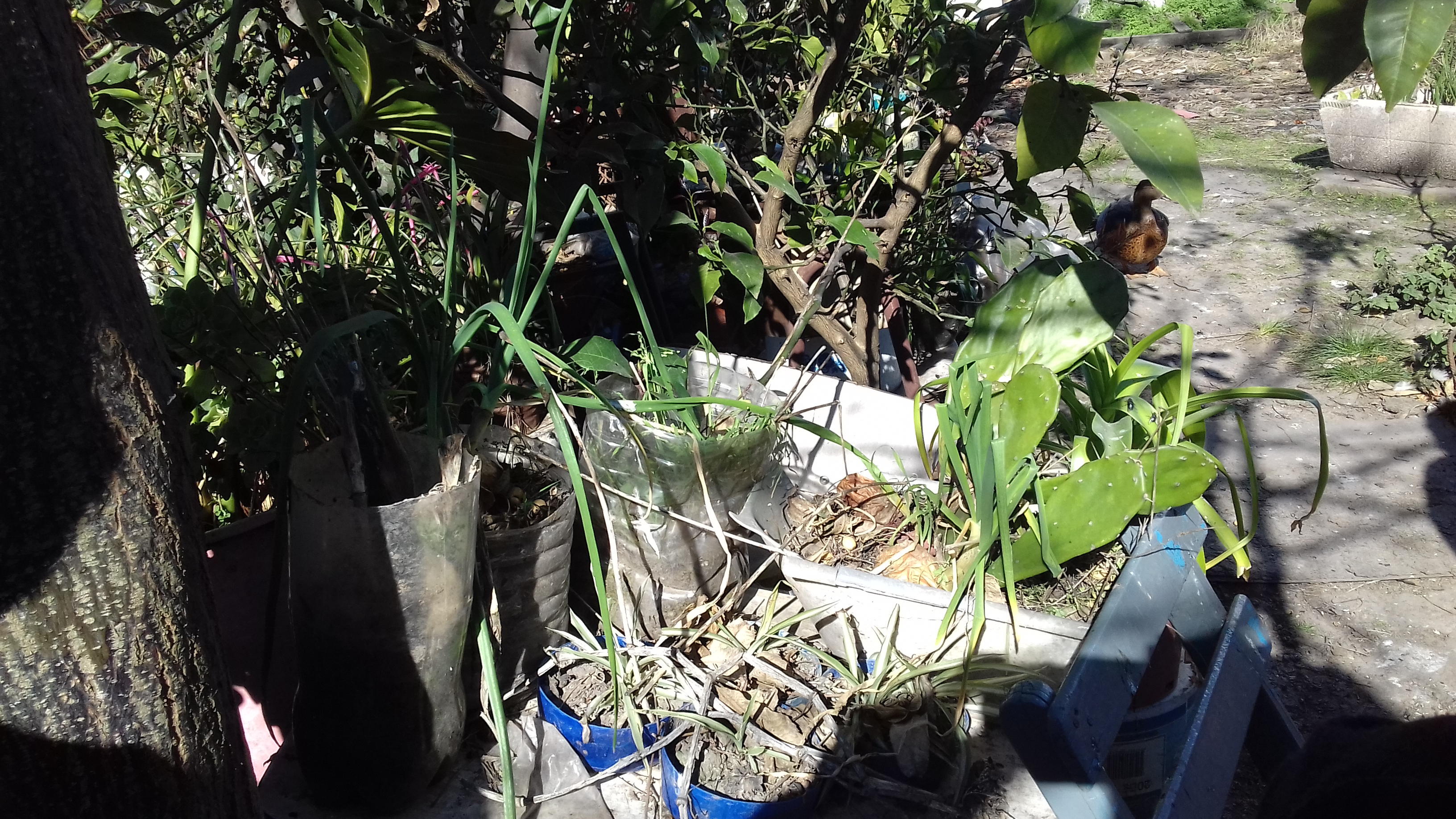
Vivero y huerta orgánica realizada con materiales plásticos reciclados. Comedor comunitario y Club de Madres "Nuevo el Arroyo". Villa Domínico, Buenos Aires, Argentina.

Un vivero, del latín vivarium, es un conjunto de instalaciones agronómicas en el cual se cultivan todo tipo de plantas hasta que alcanzan el estado adecuado para su distribución, venta o consumo propio. Es decir, los viveros son sitios especialmente dedicados a la producción de plántulas de la mejor calidad y al menor costo posible.

## Infraestructura

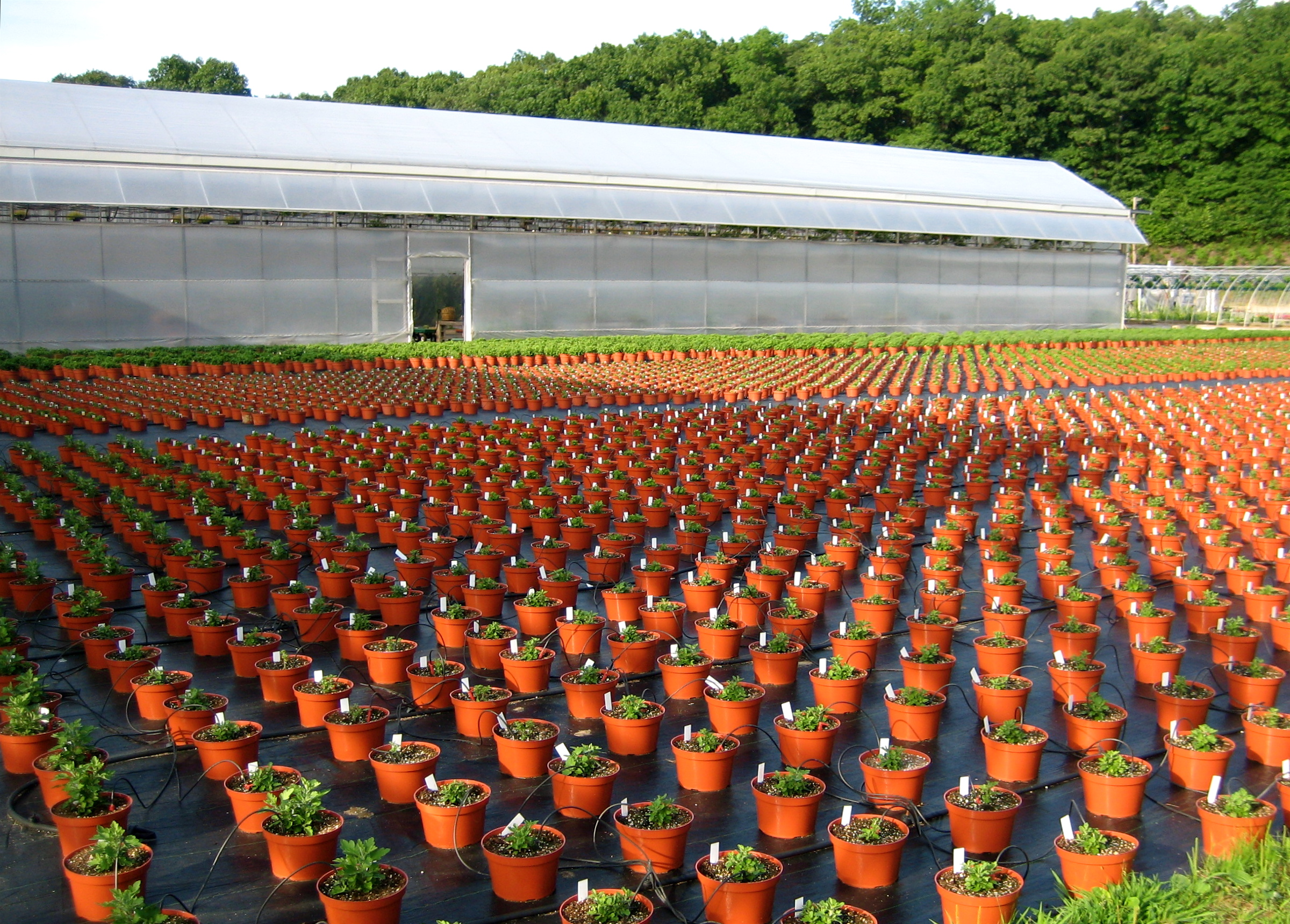
Vivero de crisantemos plantados en macetas desechables.

Cualquier vivero de mediana producción requiere de, al menos, un:
- Umbráculo
- Invernadero con cobertura de plástico
- Invernadero de cristal (cada vez más en desuso)
- Embalse
- Terreno de cultivo al aire libre

Y puede poseer, en el caso de ser más complejo:
- Laboratorios
- Lisímetro de pesada
- Estación meteorológica

## Factores que afectan al cultivo de plantas en vivero

### Sustratos
El sustrato empleado generalmente es la turba rubia, o bien mezclas de esta con tierra, vermiculita, perlita, abono de liberación lenta y fibra de coco.

### Riego
El riego es crucial para el buen desarrollo del cultivo, si bien su demasía puede ocasionar micosis y otras enfermedades.

### Contenedores
En la fase de semillero suele tratarse de bandejas de 60 alveolos de 240 cc donde el cepellón puede poseer una fuerte raíz primaria no espiralada y multitud de raíces secundarias. Durante el desarrollo el vegetal se trasplanta a contenedores de mayor tamaño: hasta de varios litros.

### Luz
La luz es necesaria para la fotosíntesis y para evitar micosis. La selección de longitudes de onda de su espectro electromagnético ha de ser controlada en invernaderos y umbráculos.

### Temperatura y humedad
La temperatura y humedad ambiental deben controlarse puesto que afecta al grado de transpiración y evaporación, y la aparición de enfermedades.

### Presencia de micorrizas
Las micorrizas facilitan el desarrollo de biomasa vegetal y su resistencia al estrés hídrico.

## Tipos de viveros
- De plantas ornamentales
- De especies forestales
- De especies agrícolas
- De especies  cactáceas